# باشگاه ورزشی الوکره
باشگاه ورزشی الوکره (به عربی: نادی الوکرة‌ الریاضی) یک باشگاه ورزشی در شهر الوکره و در کشور قطر است که تیم فوتبال آن در لیگ ستارگان فوتبال قطر بازی می‌کند.
این باشگاه در سال ۱۹۵۹ میلادی تأسیس شده‌است.
این تیم دو بار در سال‌های ۱۹۹۹ و ۲۰۰۱ به مقام قهرمانی لیگ ستارگان قطر رسیده است. همچنین این تیم در سال ۱۹۹۹ به مقام قهرمانی در جام ولیعهد قطر دست یافته‌است.
الوکره در سال‌های ۱۹۸۹، ۱۹۹۱، ۱۹۹۸ و ۲۰۰۴ به مقام قهرمانی در جام شیخ جاسم قطر رسیده است و سابقهٔ نایب قهرمانی در این مسابقات را هم دارد.
الوکره همچنین در سال ۲۰۱۲ به مقام قهرمانی در جام ستارگان قطر نیز دست یافت.

## تاریخچه
الوکره در سال ۱۹۵۹ تاسیس شد و در سال ۱۹۶۵ رسماً تحت عنوان باشگاه جوانان الوکره مشروعیت یافت. از همان زمان بخشهای فوتبال و هندبال آن تشکیل شد که هر دو در مسابقات محلی شرکت کردند. بعدها و در سال ۱۹۶۷ نام خود را به باشگاه ورزشی الوکره تغییر داد و در طول سالها ، در بسیاری از رشته های ورزشی از جمله شطرنج ، بسکتبال و بولینگ گسترش یافت. 
ستاد جدید باشگاه در سال ۱۹۸۴ ساخته شد و تیم های تنیس و اسکواش نیز علاوه بر تیم های ورزشی که قبلاً تشکیل شده بودند ، در این مدت شکل گرفتند. 
القطر دوبار در سالهای ۱۹۹۹ و ۲۰۰۱ قهرمان لیگ ستارگان قطر شده است.

## افتخارات
- لیگ ستارگان قطر
  - قهرمانی (۲): ۱۹۹۹, ۲۰۰۱
- جام امیر قطر
  - قهرمانی (۱): ۱۹۹۹
- جام شیخ جاسم قطر
  - قهرمانی (۴): ۱۹۸۹, ۱۹۹۱, ۱۹۹۸, ۲۰۰۴
- جام ستارگان قطر
  - قهرمانی (۱): ۲۰۱۱
- لیگ دسته دوم قطر
  - قهرمانی (۲): ۱۹۸۵, ۲۰۱۸/۱۹

## بازیکنان برجسته
بازیکنان ایرانی
- بیژن طاهری : (۱۹۹۵–۱۹۹۶)
- رضا قوچان‌نژاد
- پارسا احمدی (۲۰۱۹-)
- احمد معین (۲۰۲۱–۲۰۲۰)
- امید ابراهیمی(۲۰۲۳–۲۰۲۱)

بازیکنان عراقی
- عماد رضا : (۲۰۰۵–۲۰۰۴)
- کرار جاسم : (۲۰۰۹–۲۰۰۷)
- نشات اکرم : (۲۰۱–-۲۰۱۳)
- یونس محمود : (۲۰۱۳)